# Aeroportul Bialla
Aeroportul Bialla (IATA: BAA) este un aeroport din West New Britain Province⁠(d), Papua Noua Guinee.
aeroportul dispune de o singură pistă.